# 2-丁基辛醇
2-丁基辛醇（英語：2-butyloctanol）是一种有机化合物，化学式C12H26O，可见于番茄等物种。它可以被氯铬酸吡啶鎓氧化为2-丁基辛醛。